# Alfons Maria Augner
Alfons Maria Augner OSB (* 10. Juni 1862 in Luzern als Stephan Augner; † 8. September 1938 in Bozen) war ein Schweizer Benediktinermönch. Von 1913 bis zu seinem Tod war er Abt der Abtei Muri-Gries in Bozen (Südtirol).
Augner besuchte die Primarschule in Luzern und anschliessend das von Benediktinern geführte Kollegium in Sarnen (die heutige Kantonsschule Obwalden). Dort trat er der gymnasialen Studentenverbindung Subsilvania bei. 1882 legte er in Gries die Profess ab, 1886 folgte in Trient die Priesterweihe. Daraufhin war er zehn Monate lang als Pfarrhelfer in Marling tätig. 1887 übernahm er in Gries das Amt des Novizenmeisters, das er bis 1903 ausübte. Ab 1892 war er zusätzlich Subprior in Gries, ab 1897 Dekan. Im Februar 1913 wurde Augner zum Abt von Muri und Prior von Gries gewählt. 1923 zwang die faschistische Regierung die Abtei dazu, das von ihr geführte Lehrerseminar zu schliessen. Augner beschloss daraufhin, das Noviziat nach Sarnen zu verlegen.

## Schriften
- Rosenkranz-Kino: Eine neue Art und Weise, den Rosenkranz andächtig beten zu lernen. Buchdruckerei Schüpfheim, Schüpfheim 1932.